# 武徳編年集成
『武徳編年集成』（ぶとくへんねんしゅうせい）は、江戸時代中期に単著者で編纂された徳川家康の伝記で業績史。

## 概要
成立は元文5年（1740年）か寛保元年（1741年）。著者は幕臣・木村高敦（延宝5年〈1680年〉12月2日-寛保2年〈1742年〉11月1日）。偽書による説、諸家の由緒、軍功の誤りなどの訂正が行われており、寛保元年（1741年）に徳川吉宗に献上される。家康伝記では一番詳細である。
評価
現代研究での評価として、本書自体は史料としては決して良質ではないが、一通りの調査を経て記載されている。その時代に著者が参照できる古文書・家譜・記録を広く探して正確さを期そうとしている。軍記ものや合戦記とは一線を画していて、史料批判も記載している当時の研究書である。ただし、欠点としては徳川家・松平家に都合の悪いことは載せない徳川史観で編成されている。さらに、著述が元文年間（1736年-1741年）と完成時には記載年間より125-198年間たち参照できた史料が書簡や当時の日記などの一次資料はほとんどなく覚書や家伝・編纂ものである。また単著で著者の誤謬や史料解釈の誤りも若干ある。しかし、本書以外無い記事も多く貴重であり、その利用は正誤を明らかにして史料批判と周辺の関連資料との対照が必要である。
『駿府政事録』や『宮中秘策』にある、慶長18年（1613年）に家康が花火を見た記録が本書にも引用されている。
天明6年（1786年）版全93巻（木活字本）、国立国会図書館がある。他に写本・刊本70点が各所に所蔵されている（『国書総目録』）。